# Ролакс
Ролакс — українське підприємство, що спеціалізується на виробництві лакофарбових матеріалів. Компанія здійснює виробництво та реалізацію фарб, лаків, емалей і ґрунтовок для будівельної та промислової галузей.

## Історія
Фабрика лаків і фарб «Ролакс» заснована у 1990-х роках та з початку своєї діяльності зосередилася на виробництві алкідних та водоемульсійних фарб. У 2000-х роках підприємство запровадило сучасні технології та почало випуск  лакофарбових матеріалів.  
Станом на 2025 рік компанія є одним із виробників лакофарбової продукції в Україні, забезпечуючи як внутрішній ринок, так і експорт.

## Діяльність

Diploma

Diploma

Фабрика займається розробкою, виробництвом та постачанням лакофарбових матеріалів для будівельної та промислової галузей. Основні категорії продукції:
- Інтер'єрні та фасадні фарби (водоемульсійні, латексні, акрилові);
- Грунтовки та емалі для різних поверхонь;
- Лаки (паркетні, яхтові, декоративні);
- Спеціальні покриття (антикорозійні, термостійкі, вологостійкі).

Продукція компанії відповідає стандартам якості та сертифікована в Україні.

## Інновації та екологічність
Компанія впроваджує екологічно безпечні технології, розробляючи продукцію з низьким вмістом летких органічних сполук (ЛОС). Особлива увага приділяється біорозкладним та гіпоалергенним компонентам, що забезпечує безпеку для здоров'я людей та довкілля.

## Нагороди та сертифікація
За свою діяльність фабрика отримала такі нагороди та сертифікати:
- "Кращий виробник лакофарбової продукції України"

## Соціальна відповідальність
Компанія підтримує екологічні ініціативи, відновлення дитячих майданчиків та соціального будівництва.